# Eves Park
Eves Park är en park i Kanada.   Den ligger i provinsen British Columbia, i den sydvästra delen av landet, 3 600 km väster om huvudstaden Ottawa. Eves Park ligger 11 meter över havet.
Terrängen runt Eves Park är kuperad åt sydväst, men åt nordost är den platt. Havet är nära Eves Park åt nordost. Närmaste större samhälle är North Cowichan, 3,0 km söder om Eves Park. 
I omgivningarna runt Eves Park växer i huvudsak blandskog. Runt Eves Park är det ganska tätbefolkat, med 129 invånare per kvadratkilometer.